# Guéréda
Guéréda este un oraș din Ciad. Orașul este deservit de aeroportul Guéréda.